# Prix de poésie Jean-Lafrenière – Zénob
Le prix de poésie Jean-Lafrenière – Zénob du Festival international de la poésie de Trois-Rivières a été créé en 2005 et récompense l’écrivain coup de cœur du public. 
Jean Lafrenière a été le copropriétaire du café-bar le Zénob à Trois-Rivières pendant vingt ans.

## Lauréats
- 2006 : Daniel Dargis
- 2007 : Renée Gagnon
- 2008 : Robert J Mailhot
- 2009 : Eleusis
- 2010 : Daniel Leblanc-Poirier
- 2013 : Jean-Paul Daoust
- 2015 : Sébastien Dulude
- 2016 : Virginie Beauregard D.
- 2017 : Marjolaine Beauchamp
- 2018 : Marie-Andrée Gill[1]
- 2020 : Emmanuelle Riendeau[2]
- 2022 : Brigitte Lavallée[3]